# Calvagese della Riviera
Calvagese della Riviera est une commune italienne de la province de Brescia dans la région Lombardie en Italie.

## Géographie

### Hameaux
Carzago Riviera, Mocasina

### Communes limitrophes
Bedizzole, Lonato del Garda, Muscoline, Padenghe sul Garda, Polpenazze del Garda, Prevalle, Soiano del Lago

## Administration
| Période     | Période  | Identité         | Étiquette     | Qualité |
| ----------- | -------- | ---------------- | ------------- | ------- |
| 26 mai 2014 | En cours | Simonetta Gabana | liste civique |         |